# Erebus terminitincta
Erebus terminitincta là một loài bướm đêm trong họ Erebidae.